# Тејуш (Алба)
Тејуш (рум. Teiuş) насеље је у Румунији у округу Алба у општини Тејуш. Oпштина се налази на надморској висини од 238 m.

## Становништво
Према подацима из 2002. године у насељу је живело 6378 становника.

### Попис2002.
| Расподела становништва по националности 2002.‍ | Расподела становништва по националности 2002.‍ | Расподела становништва по националности 2002.‍ | Расподела становништва по националности 2002.‍ | Расподела становништва по националности 2002.‍ |
| --------------------------------------------- | --------------------------------------------- | --------------------------------------------- | --------------------------------------------- | --------------------------------------------- |
|                                               |                                               |                                               |                                               |                                               |
| Румуни                                        | Румуни                                        |                                               | 5.483                                         | 86,0%                                         |
| Мађари                                        | Мађари                                        |                                               | 324                                           | 5,1%                                          |
| Роми                                          | Роми                                          |                                               | 565                                           | 8,9%                                          |
| Немци                                         | Немци                                         |                                               | 5                                             | 0,1%                                          |